# الانتخابات الفيدرالية الألمانية 1998
أقيمت الانتخابات الفدرالية في ألمانيا في 27 سبتمبر 1998 لانتخاب أعضاء البوندستاغ الرابع عشر. برز الحزب الديمقراطي الاجتماعي كأكبر كتلة في البرلمان لأول مرة منذ عام 1972، وأصبح زعيمه غيرهارد شرودر المستشار. وقد حقق الديمقراطيون المسيحيون أسوأ نتيجة انتخابية لهم منذ عام 1949.